# Muscoline
Muscoline é uma comuna italiana da região da Lombardia, província de Bréscia, com cerca de 2.042 habitantes. Estende-se por uma área de 10 km², tendo uma densidade populacional de 204 hab/km². Faz fronteira com Calvagese della Riviera, Gavardo, Polpenazze del Garda, Prevalle, Puegnago sul Garda.

## Demografia
| Variação demográfica do município entre 1861 e 2011                               |
|                                                                                   |
| Fonte: Istituto Nazionale di Statistica (ISTAT) - Elaboração gráfica da Wikipedia |